# 莫科阿
莫科阿是哥倫比亞的城鎮，也是普圖馬約省的首府，位於該國南部，始建於1551年3月6日，面積1,030平方公里，海拔高度604米，主要經濟活動是農業、畜牧業和採礦業，2012年人口48,087。
2017年4月暴雨引发泥石流，导致200多人遇难。截至4月5日，莫科阿市泥石流造成的死亡人数已超过300人。据哥伦比亚国家法医学院称，已查明有301具遗体。其中得以确定身份的仅173人。

## 外部連結
- （西班牙文） Mocoa official website
- （西班牙文） Mocoa official website 2
- （西班牙文） MiPutumayo.com （页面存档备份，存于）
- （西班牙文） Territorial-Environmental Information System of Colombian Amazon SIAT-AC website